# Ray McKinney
Raymond Patterson „Ray“ McKinney (* 28. März 1931 in Detroit; † 3. August 2004) war ein US-amerikanischer Jazz-Bassist. 

## Leben und Wirken
McKinney hatte zunächst bei seiner Mutter Klavierunterricht, lernte dann Cello und wechselte auf der Highschool zum Kontrabass. Ende der 1940er Jahre arbeitete er mit Barry Harris; es entstanden als Begleitband einer Vokalgruppe 1950 erste Aufnahmen für das Label New Song. In den 1950er Jahren arbeitete er u. a. mit Tommy Flanagan und Roland Hanna (1954). Als er 1956 Mitglied in der Band der Harfenistin Dorothy Ashby war, entschied er sich nach New York zu ziehen, wo er u. a. mit Guy Warren, Barry Harris, Ben Webster, Edmond Hall und Max Roach (1960) spielte. 1961 wirkte er bei Aufnahmen von Abbey Lincoln für Candid Records mit. 
McKinney verließ 1962 die Roach-Band, arbeitete u. a. bei Red Garland, Yusef Lateef, Andy Bey und mit dem Komiker Nipsey Russell. Eine Drogenabhängigkeit beeinträchtigte bis 1973 den Verlauf seiner Karriere. Danach lebte er kurz in Oberlin (Ohio), bevor er 1974 nach San Diego zog, wo er außerhalb des Musikgeschäfts arbeitete. Ende der 1970er Jahre kehrte er nach Detroit zurück, wo er ein längeres Engagement im Jazzclub Baker’s Keyboard Lounge mit der Band seines Bruders Harold hatte, bis er 1997 aus gesundheitlichen Gründen seine Karriere beenden musste. McKinney erhielt kurz vor seinem Tod einen speziellen Lifetime Achievement Award.
Seine Brüder sind der Pianist Harold McKinney und der Posaunist Bernard McKinney alias Kiane Zawadi. Er ist der Onkel des Musikers und Produzenten Carlos McKinney.

## Diskographische Hinweise
- Yusef Lateef Quintet – Lost In Sound (1960)
- Grassella Oliphant Quartette – The Grass Roots (1965) mit Harold Ousley, Bobby Hutcherson
- Charles McPherson – The Quintet/Live! (Recorded Live At The Five Spot) (Prestige, 1967)
- Bob Szajner Triad – Jazz Opus 20/40 (1978)